# Herre, med kraft ifrån höjden bekläd mig
Herre, med kraft ifrån höjden bekläd mig är en bönepsalm av Lina Sandell 1859, lätt bearbetad för Den svenska psalmboken 1986. 
Melodin (G-dur, 4/4) är hämtad ur Ungdomsstjärnan för år 1901, samma som till Härliga lott att i ungdomens dagar.

## Publicerad som
- Nr 300 i Hemlandssånger 1891 under rubriken "Kärleken".
- Nr 153 i Frälsningsarméns sångbok 1929 under rubriken "Helgelse - Bön om helgelse och Andens kraft".
- Nr 153 i Musik till Frälsningsarméns sångbok 1930.
- Nr 58 i Kom 1930 under rubriken "Trosliv och helgelse".
- Nr 532 i Sionstoner 1935 under rubriken "Nådens ordning: Trosliv och helgelse".
- Nr 235 i Frälsningsarméns sångbok 1968 under rubriken "Det Kristna Livet - Andakt och bön"
- Nr 276 i Den svenska psalmboken 1986, 1986 års Cecilia-psalmbok, Psalmer och Sånger 1987, Segertoner 1988 och Frälsningsarméns sångbok 1990 under rubriken "Efterföljd - helgelse".
- Nr 563 i Lova Herren 1987 under rubriken "Guds barn i bön och efterföljelse".
- Nr 44 i Sångboken 1998.